# Kleber Orgulho
Kleber Raimundo Silva (Salvador, 21 de dezembro de 1987), mais conhecido como Kleber Orgulho, é um lutador brasileiro de artes marciais misturadas (MMA) que compete no Jungle Fight.

## Carreira no MMA

### Disputa de título noJungle Fightdos Meio-pesados
Apesar do nocaute, a vitória de Kleber veio através de sua maior habilidade no jiu-jítsu. No fim do primeiro round, Kleber conseguiu derrubar o argentino Emiliano Sordi pela terceira vez e enfim estabilizou a posição. Com o argentino por baixo e dominado, Orgulho o castigou com socos até a interrupção do árbitro.

### Busca pelo Cinturão dos Médios
Contra o gaúcho Itamar Rosa, atleta da Union Team, em combate que foi válido pela primeira fase do grand prix da categoria peso médio do maior evento de artes marciais mistas da América Latina. não se deu bem com a perda de peso e acabou cansando antes da hora e acabou perdendo por pontos. mas ele ainda pretende continuar nesta categoria.

## Cartel no MMA
Os resultados dos eventos de cartel no MMA de Kleber são:[carece de fontes?]
| Resultado | Cartel | Oponente                   | Método                         | Evento                                   | Data       | Round | Tempo | Local                                           | Notas                                                  |
| --------- | ------ | -------------------------- | ------------------------------ | ---------------------------------------- | ---------- | ----- | ----- | ----------------------------------------------- | ------------------------------------------------------ |
| Vitória   | 11–4   | Ricardo Hulk               | Nocaute Técnico                | Jungle Fight 51                          | 26-04-2013 | 1     | 4:27  | Rio de Janeiro, Rio de Janeiro, Brasil          | Atuou novamente nos Médios                             |
| Derrota   | 10–4   | Itamar Rosa                | Decisão Dividida               | Jungle Fight 43                          | 29-09-2012 | 1     | 1:09  | São Paulo, São Paulo, Brasil                    | Estreia nos medios 1ª Fase GP até 84 kg                |
| Vitória   | 10–3   | Aldo Sultão                | Nocaute (Socos)                | Jungle Fight 37                          | 31-05-2012 | 1     | 4:24  | São Paulo, São Paulo, Brasil                    | Defendeu o Cinturão dos meio pesados do jungle fight   |
| Vitória   | 9–3    | Emiliano Sordi             | Nocaute (Socos)                | Jungle Fight 36                          | 21-01-2012 | 1     | 4:26  | Rocinha, Rio de Janeiro, Rio de Janeiro, Brasil | Conquistou o cinturão dos meio pesados do jungle fight |
| Vitória   | 8–3    | Joao Paulo Pereira         | Nocaute (Socos)                | Jungle Fight 35                          | 17-12-2011 | 2     | 4:23  | Rio de Janeiro, Rio de Janeiro, Brasil          |                                                        |
| Vitória   | 7–3    | Edson Franca               | Decisão (Unânime)              | Jungle Fight 31                          | 20-08-2011 | 3     | 5:00  | Itu, São Paulo, Brasil                          | Estreia no Jungle                                      |
| Vitória   | 6–3    | Cassio Barbosa de Oliveira | Decisão (Unânime)              | IFC - International Fighter Championship | 28-04-2011 | 3     | 5:00  | Recife, Pernambuco, Brasil                      |                                                        |
| Derrota   | 5–3    | Francimar Barroso          | Decisão (Unânime)              | CF - Capital Fight 3                     | 05-11-2010 | 3     | 5:00  | Brasília, Distrito Federal, Brasil              |                                                        |
| Derrota   | 5–2    | Carlos Augusto Filho       | Nocaute Técnico (Ombro Ferido) | WFE - Win Fight and Entertainment 7      | 21-08-2010 | 2     | 0:24  | Salvador, Bahia, Brasil                         |                                                        |
| Vitória   | 5–1    | Paulo Muniz                | Nocaute Técnico(Socos)         | WFE - Win Fight and Entertainment 6      | 26-05-2010 | 2     | 0:00  | Salvador, Bahia, Brasil                         |                                                        |
| Vitória   | 4–1    | Yuri Andrey                | Decisão (Unânime)              | WMF - Wolfman Fighting                   | 08-05-2010 | 3     | 5:00  | Inhambupe, Bahia, Brasil                        |                                                        |
| Vitória   | 3–1    | Rodrigo Jesus              | Nocaute Técnico (Socos)        | WFE - Win Fight and Entertainment 5      | 21-12-2009 | 2     | 2:31  | Salvador, Bahia, Brasil                         |                                                        |
| Vitória   | 2–1    | Paulo Muniz                | Nocaute Técnico (Socos)        | WFE - Win Fight and Entertainment 2      | 07-11-2008 | 2     | 5:00  | Salvador, Bahia, Brasil                         |                                                        |
| Derrota   | 1–1    | Cleber Muricoca            | Decisão (Unânime)              | WFE - Win Fight and Entertainment 2      | 07-11-2008 | 3     | 5:00  | Salvador, Bahia, Brasil                         |                                                        |
| Vitória   | 1–0    | Adelmo Arroz               | Nocalte Técnico (Socos)        | DF - Demo Fight 3                        | 24-05-2008 | 3     | N/A   | Salvador, Bahia, Brasil                         |                                                        |